# Catocala luscinia
Catocala luscinia är en fjärilsart som beskrevs av Brandt 1938. Catocala luscinia ingår i släktet Catocala och familjen nattflyn. Inga underarter finns listade i Catalogue of Life.